# Люхтенбюрг
Люхтенбюрг (нід. Luchtenburg) — селище в нідерландській провінції Гелдерланд. Входить до муніципалітету Бюрен. Наразі у селищі нараховується близько 40 будинків.

## Галерея

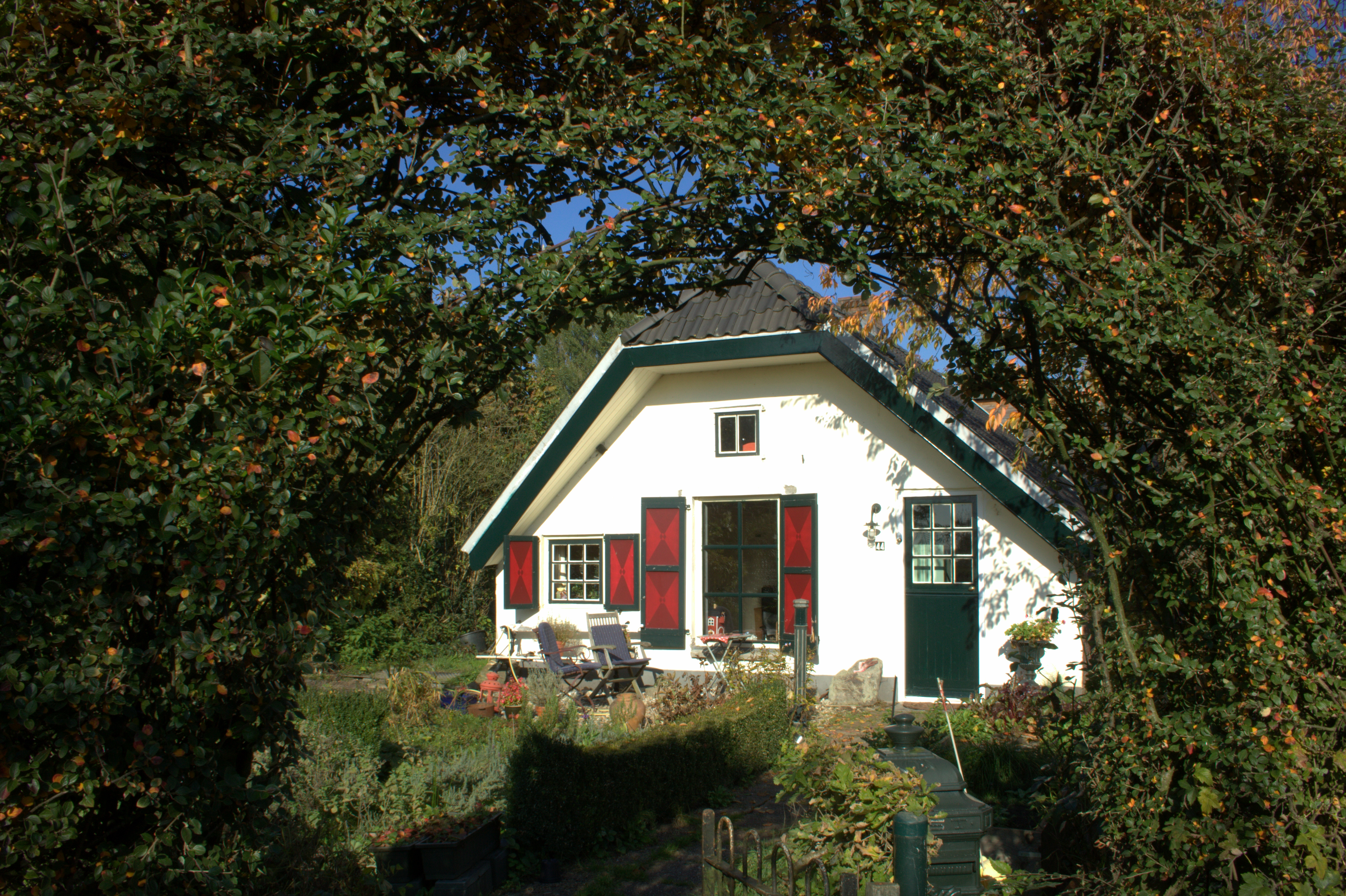
Ферма в Люхтенбюрзі
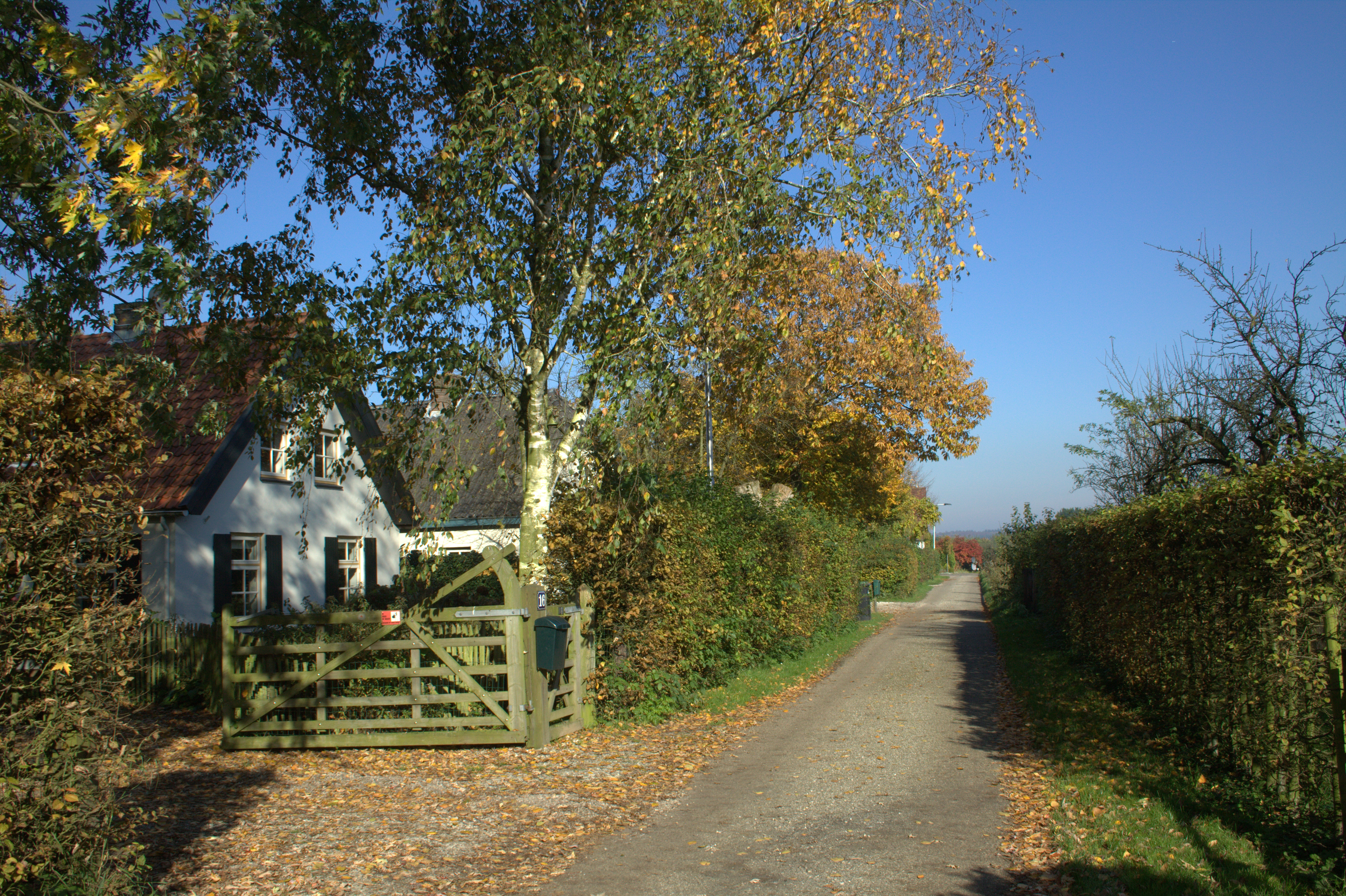
Ферма в Люхтенбюрзі